# یواس‌اس کلمبیا (۱۸۳۶)
یواس‌اس کلمبیا (۱۸۳۶) (به انگلیسی: USS Columbia (1836)) یک کشتی بود که طول آن ۱۷۵ فوت (۵۳ متر) بود. این کشتی در سال ۱۸۳۶ ساخته شد.